# Бойкот літніх Олімпійських ігор 1980

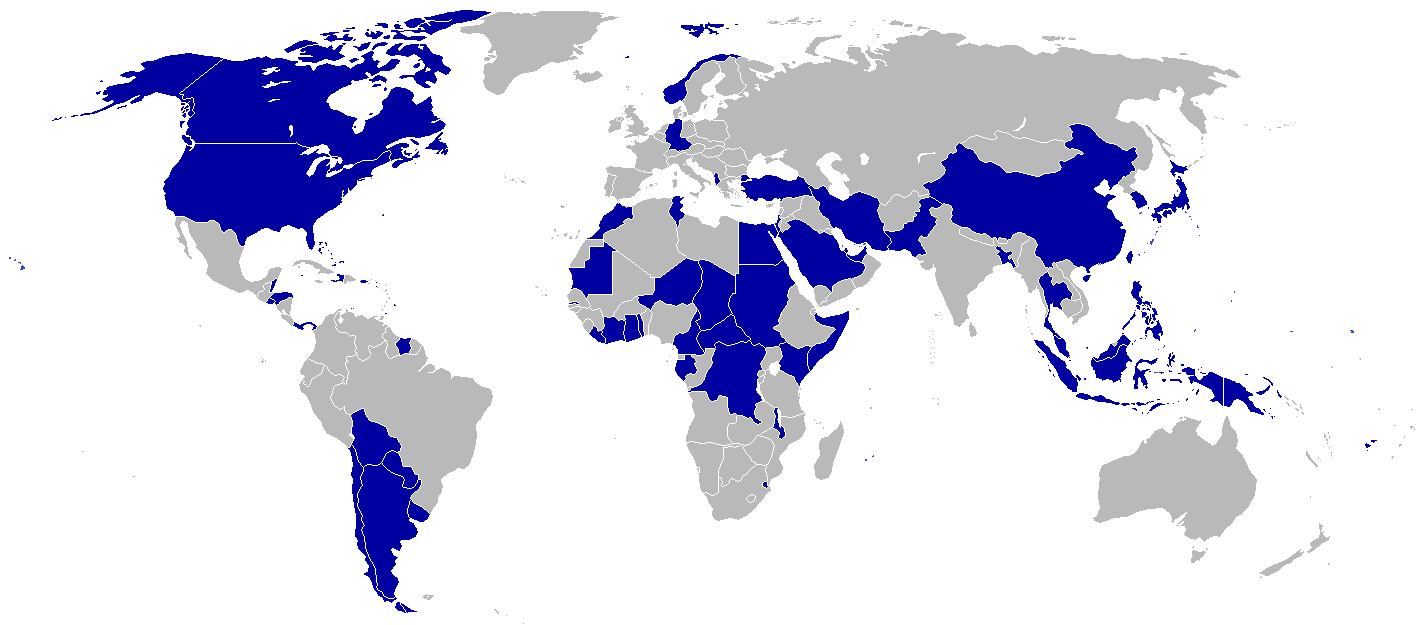
Країни, які бойкотували Ігри 1980 року, позначені синім кольором

Бойкот літніх Олімпійських ігор 1980 року в Москві — один з елементів комплексу заходів, запроваджених міжнародною спільнотою у відповідь на інтервенцію СРСР до Афганістану наприкінці грудня 1979 року. Цей бойкот став найбільшим в історії олімпійського руху.
Попередні дві збройні інтервенції Радянського Союзу перед Олімпійськими Іграми: у 1956 році в Угорщину, у 1968 році — Чехословаччину не мали наслідків для участі СРСР на міжнародних змаганнях.
23 жовтня 1974 року МОК на 75-й сесії у Відні обрав з пари Лос-Анджелес і Москва місцем проведенням XXII Олімпійських Ігор столицю Радянського Союзу.

### Причина бойкотування Олімпійських ігор 1980 року
Наприкінці 1979 року президент США від демократичної партії Джиммі Картер зіткнувся зі стрімким падінням підтримки серед виборців через захоплення американських заручників у Тегерані, і прагнув повернути втрачену популярність у рік виборів.
27 грудня 1979 року Радянський Союз розпочав проведення операції «Шторм-333» зі штурму палацу Аміна Тадж-Бек, тим самим здійснивши державний переворот для приходу до влади лояльного до СРСР Бабрака Кармаля. Кремль назвав це «введенням обмеженого контингенту радянських військ у ДРА на підтримку дружнього афганського народу».
Президент Картер відреагував миттєво, назвавши «це спробою могутнього атеїстичного уряду підкорити незалежний ісламський народ», і кроком для отримання контролю над видобутком нафти в Афганістані. Адміністрація президента Картера почала швидко опрацьовувати низку санкцій. Президент написав у своєму щоденнику 2 січня 1980 року: «Я схиляюся до обмеження продажу зерна, але питання Олімпіади завдасть мені найбільших проблем і стане найсильнішим ударом для СРСР».
20 січня 1980 року Картер виступив у програмі «Meet the Press» і заявив, що не підтримує відправку американської команди до Москви, поки радянські війська перебувають в Афганістані. «Сьогодні я надіслав повідомлення до Олімпійського комітету Сполучених Штатів, у якому виклав мою власну позицію: якщо Радянський Союз не виведе свої війська з Афганістану протягом місяця, Олімпійські ігри будуть перенесені з Москви в інше місце або декілька місць, або відтерміновані чи скасовані». «У січні 1980 року я закликав Міжнародний олімпійський комітет (МОК) перенести Олімпійські ігри до Греції», — згадував Картер.
На його думку, «поїздка на Олімпійські ігри в Москву була б все одно, що поставити печатку схвалення зовнішньої політики СРСР. МОК повинен змінити місце проведення». Але Міжнародний олімпійський комітет цю ідею відхилив. Тож зважаючи на відсутність реакції від СРСР і позицію МОК, США оголосили: «Якщо Радянський Союз не виведе війська з Афганістану до 20 лютого, ми бойкотуватимемо Московські ігри».

### Ухвалення рішення бойкотувати Олімпіаду 1980
21 березня 1980 року Олімпійський комітет США проголосував за заклик Джиммі Картера бойкотувати Олімпійські ігри в Москві 1980 року після виступу віце-президента Уолтера Мондейла, який виклав аргументацію Білого Дому на підтримку бойкоту. Сполучені Штати почали активно шукати підтримки бойкоту від своїх союзників.
У квітні 1980 року група з 19 спортсменів, до яких приєдналися тренер і член виконавчої ради USOC подала до суду на Олімпійський комітет США з вимогою скасувати рішення Олімпійського комітету США щодо виконання вимоги президента Картера стосовно бойкоту, але програла справу.

### Міжнародна підтримка бойкоту
У Канаді уряд П'єра Елліота Трюдо спочатку неохоче приєднався до ініціативи американської адміністрації. Але змінив свою думку, коли ФРН приєдналася до руху.
США залучили колишнього боксера Мухаммеда Алі до просування підтримки бойкоту у Танзанії, Нігерії, Сенегалі і Кенії. Попри величезну популярність на континенті Алі вдалося переконати лише Кенію.
До бойкоту приєдналися Канада, Західна Німеччина та Ізраїль, більшість ісламських країн (хоча Афганістан відправив на змагання 11 спортсменів), Чилі, Гаїті, Гондурас, Парагвай, Південна Корея, Кенія тощо.
Китайська Народна Республіка не взяла участь в Олімпіаді того року через конфліктні відносини з СРСР. Тайвань відмовився від участі, оскільки не погоджувався з Нагойською резолюцією (прийнятою в 1979 році), згідно з якою Тайвань мав би право брати участь в Олімпіаді, якщо він ідентифікував би себе як Китайський Тайбей.
Загалом із 66 країн, які утрималися від участі, за оцінками Міжнародного олімпійського комітету, від 45 до 50 зробили це на підтримку ініціативи США.
Велика Британія, Австралія, Франція, Іспанія, Італія дозволили своїм спортсменам брати участь в Олімпіаді під прапорами Національних Олімпійських Комітетів.

### Зміни у проведенні Ігор
Через бойкот на церемонії відкриття замість мера Монреаля Жано Драпо були відправлені факелоносці минулих Олімпійських Ігор Сандра Хендерсон і Стефан Префонтен. На церемонії закриття замість прапора Сполучених Штатів замайорів прапор Лос-Анджелес, міста проведення наступних Літніх Ігор.
Всього в Іграх взяли участь 5179 спортсменів з 80 національних олімпійських комітетів (НОК). На московській Олімпіаді, однак, як і очікувалося, найбільшу кількість медалей здобули радянські спортсмени — загалом 195, із яких 80 золотих — за відсутності більшості найсильніших спортсменів решти країн. Через бойкот вибули п'ять із шести команд, які пройшли кваліфікацію на перші жіночі Олімпійські змагання з хокею на траві, однак організатори за будь-яку ціну хотіли провести змагання та запросили збірні Чехії, Індії, Австрії та Польщі протистояти радянській команді, яка вже пройшла кваліфікацію. За місяць до початку Ігор не вистачало шостої команди, і Олімпійський комітет СРСР запросив Зімбабве. Так Зімбабве вибороло першу в історії золоту олімпійську медаль

### Альтернативні спортивні заходи
Сполучені Штати організували альтернативні Олімпійські ігри під назвою «Класичний дзвін Свободи» (Liberty Bell Classic), в яких брали участь країни, які бойкотували Москву, і деякі з тих, що брали участь під олімпійським прапором. Змагання відбулися 16-17 липня 1980 року в Університеті Пенсільванії, США.